# Matelea uribei
Matelea uribei är en oleanderväxtart som beskrevs av G. Morillo. Matelea uribei ingår i släktet Matelea och familjen oleanderväxter. Inga underarter finns listade i Catalogue of Life.